# Nikon D300
La Nikon D300 è una fotocamera DSLR di livello professionale con sensore CMOS DX da 12,3 megapixel. Fu annunciata da Nikon il 23 agosto 2007, insieme alla DSLR FX Nikon D3.  Alla sua uscita, andò a rimpiazzare la D200 come ammiraglia nel settore DX; uscì ufficialmente di produzione l'11 settembre 2009 a favore della Nikon D300s, che si distingue dal modello precedente principalmente per la possibilità di riprendere video.

## Caratteristiche
La D300 fu progettata da Nikon per essere la macchina di massime prestazioni nel settore DX.  Presenta molte caratteristiche comuni con la Nikon D700, da cui si distingue quasi esclusivamente per il formato (FX nel caso della D700).  Oltre alla risoluzione relativamente alta, la D300 si distingue da altre fotocamere della sua fascia per la velocità di scatto (6 immagini al secondo, oppure 8 con l'aggiunta del battery pack opzionale MB-D10.
La D300 monta un motore di autofocus compatibile con tutti gli obiettivi autofocus Nikon, e anche una CPU e un sistema di esposimetro che consentono anche l'uso di obiettivi Nikon F-mount di classe AI/AI-S (senza CPU) nonché degli obiettivi PC (Perspective Control).
La fotocamera dispone di un intervallometro che consente lo scatto automatico periodico secondo un intervallo di tempo configurabile, utilizzabile per esempio per la fotografia time-lapse.